# Radio Mercure
Radio Mercure est une radio associative locale en France basée à Beauvais, dans l'Oise. La radio diffuse dans le département de l'Oise et dans le nord de l'Île-de-France. Plus vieille radio associative du département, son émetteur est situé à Ponchon, dans l'Oise.
Sa programmation musicale est éclectique.

## Historique

### 1981: Le lancement
Radio Mercure ouvre son antenne le 18 juillet 1981 à 15 h. C'est une radio associative loi de 1901, propriété de l'Association pour la promotion de l'expression locale (APPEL), fondée par Jean-Claude Saint-Pol.
Le choix du nom Radio Mercure est un hommage à Radio Mercur, radio pirate danoise qui émettait dans les années 1960 depuis un bateau sur la mer du Nord.
Pendant ses premiers mois, Radio Mercure émettait le samedi et le dimanche de 8 h 00 à 22 h 00, et en soirée du lundi au vendredi. Initialement, la radio émettait depuis Villers-Saint-Sépulcre. Les studios déménagent ensuite à Bresles, puis sont finalement de retour à Villers-Saint-Sépulcre, dans un premier temps à la mairie, puis dans un local acquis dans les années 1990, permettant à la radio d'émettre 24 heures sur 24.
Appelé sous les drapeaux en 1983, Jean-Claude Saint-Pol doit quitter la présidence de l'association. Il cède sa place à Philippe Houdry. De retour en 1984, le fondateur de la radio reste attaché au conseil d'administration à titre consultatif. Il postule en 1986 comme salarié permanent, à la suite de l'obtention d'une subvention annuelle du Fonds de Soutien à l'Expression Radiophonique.
Quand Philippe Houdry, président de l'association quitta la radio, il passa la main à Marie-France Vasselle, qui poursuit seule jusqu'en 2008 à l'aide des membres du conseil d'administration.

### Années 2008: la tourmente
- Si vous ne connaissez pas le sujet, laissez ce bandeau (vous pouvez alors contacter les auteurs).
- Si vous supprimez le contenu mis en cause (vous pouvez préalablement contacter les auteurs),

argumentez précisément cette suppression dans la page de discussion
(un manque de référence n'est pas un argument ; une recherche réelle de référence doit avoir été effectuée, être formellement documentée).
En 2008, la présidence de Radio Mercure change, Monique Deleplace est élue présidente de l'association. Le 5 juillet 2012, la présidente et son conseil d’administration licencient 3 salariés animateurs sur les quatre que comptait la radio depuis des années, la secrétaire de la radio, Gilles Tauziède animateur depuis 17 ans et Lepère Martial animateur de la matinale, les émissions "Le grand show" et "G le droit qui occupaient une forte audience dans les programmes. À la suite d'une procédure prudhommale engagée par les 3 salariés, Monique Deleplace donne sa démission. Mehdi Rahoui puis Brahim Rahoui reprennent la présidence de la radio. Le 21 mai 2015, le conseil de prud'hommes de Beauvais condamne Radio Mercure sous la présidence de Monique Deleplace à verser plus de 35 000 euros de dommages et intérêts et de rappels de salaires à ses trois ex-salariés et juge le licenciement économique sans cause réelle et sérieuse[source insuffisante].

### 2013: la renaissance
En 2013, Mehdi Rahoui, nouveau président prend plusieurs décisions pour renouveler la station qui quitte ses studios historiques de Villers-Saint-Sépulcre  pour s'implanter dans de nouveaux studios à Beauvais, boulevard Aristide Briand. Cette nouvelle implantation et sa nouvelle ligne éditoriale développée par Mehdi Rahoui relancera  la radio. Elle s'offre par ailleurs pour l'occasion un lifting et une nouvelle identité visuelle.
Le 20 octobre 2017, à l'occasion d'une assemblée générale, le champion du monde de full-contact et homme de médias marocain Khalid El Quandili est élu à la tête de la radio associative.
À partir de mai 2018, la Gendarmerie de l'Oise choisit Radio Mercure pour lancer l'opération " Bonne Conduite ", qui récompense les bons conducteurs. L'opération est renouvelée pour 2019.

### Rentrée de septembre 2018
Depuis la rentrée de septembre 2018, la station retransmet et commente les matchs FC Chambly, ainsi que divers autres événements sportifs. Egalement, la station adapte ses studios à la vidéo et se lance dans les émissions de radio filmées. Une partie de ses programmes se voient alors être diffusés en direct sur les réseaux sociaux et le site internet de Radio Mercure.

## Identité de la station

### Logos

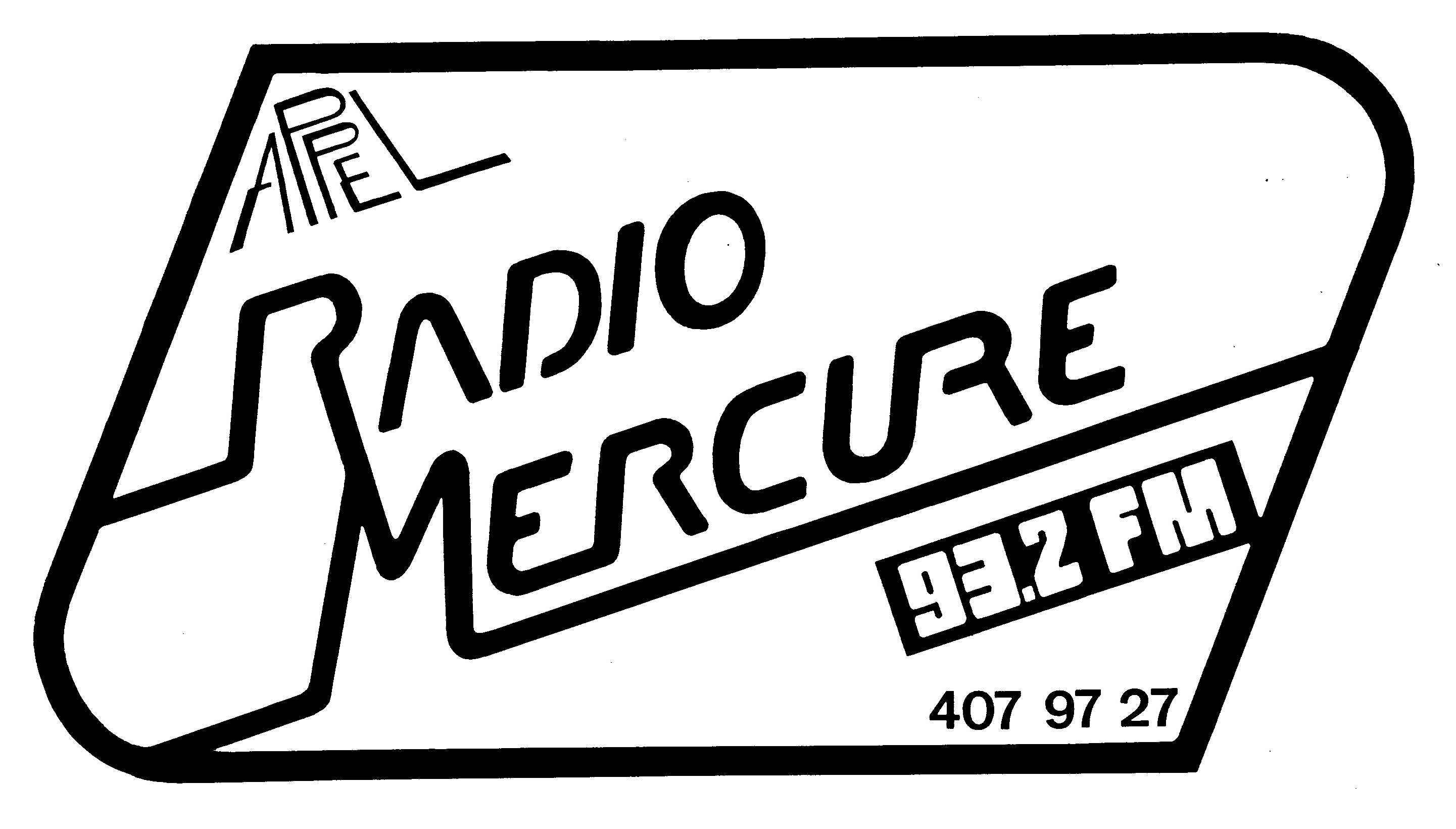
1981
Avant 2000
2007 - 2013
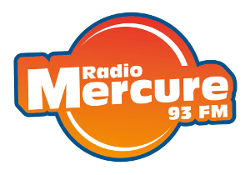
2013 - Aujourd'hui

### Slogans
- Ancien : La radio qui carbure / La radio qui vous aime
- Partout dans l'Oise, 93 FM
- Écoutez l'Oise Autrement

## Programmation
Les émissions phares sont les suivantes :
- Accordez donc vos accordéons : émission de musette ;
- Lundi Sports : émission traitant de l'actualité de tous les sports ;
- Cinématique Sans Toc : émission d'actualité du cinéma et des séries télé et ses musiques ;
- Le Mercure Football Club : talk show sur le football ;
- Les décibels sont dans les prés : émission de métal et de punk-rock ;
- Electronic Therapy : émission hebdomadaire de musique d'ambiance, bruitiste, avant-gardiste ;
- Chansons d'hier et d'Aujourd'hui ;
- My generation : émission musicale anglo-saxonne ;
- Femmes et diversité : émission sur les femmes dans la société ;
- Girls Show Radio : talk-show féminin ;
- Libre parcours : émission musicale éclectique